# Japanischer Fußball-Supercup 2019
Der japanische Fußball-Supercup 2019 wurde am 16. Februar 2019 zwischen dem J1 League-Gewinner 2018 Kawasaki Frontale und dem Kaiserpokal-Sieger 2018 Urawa Red Diamonds ausgetragen.
| Paarung            | Kawasaki Frontale – Urawa Red Diamonds |
| Ergebnis           | 1:0 (0:0) |
| Datum              | 16. Februar 2019 um 11:35 Uhr |
| Stadion            | Saitama Stadium 2002, Saitama |
| Zuschauer          | 52.587 |
| Schiedsrichter     | Masaaki Tōma |
| Tore               | 1:0 Leandro Damião (52.) |
| Kawasaki Frontale  | Jung Sung-ryong – Maguinho (70. Kazuaki Mawatari), Tatsuki Nara, Shōgo Taniguchi, Shintarō Kurumaya – Kengo Nakamura (70. Manabu Saitō), Akihiro Ienaga, Ryōta Ōshima, Hidemasa Morita (79. Ao Tanaka) – Leandro Damião (80. Kei Chinen) , Yū Kobayashi (88. Hiroyuki Abe) Cheftrainer: Toru Oniki                                  |
| Urawa Red Diamonds | Shūsaku Nishikawa – Tomoaki Makino, Takuya Iwanami, Maurício Antônio, Daiki Hashioka (67. Kai Shibato) – Yōsuke Kashiwagi (81. Quenten Martinus), Tomoya Ugajin, Ewerton (46. Yūki Abe), Kazuki Nagasawa (66. Ryōsuke Yamanaka) – Ken’yū Sugimoto (46. Andrew Nabbout), Shinzō Kōroki Cheftrainer: Oswaldo de Oliveira ( Brasilien) |
| Gelbe Karten       | Leandro Damião (27.), Shōgo Taniguchi (67.) – Tomoaki Makino (33.) |

## Supercup-Sieger Kawasaki Frontale
|  | Kawasaki Frontale |
|  | - Tor: Jung Sung-ryong; Shōta Arai - Abwehr: Maguinho; Tatsuki Nara; Shōgo Taniguchi; Shintarō Kurumaya; Kazuaki Mawatari; Kyōhei Noborizato - Mittelfeld: Kengo Nakamura; Akihiro Ienaga; Ryōta Ōshima; Hidemasa Morita; Manabu Saitō; Ao Tanaka; Hiroyuki Abe - Angriff: Leandro Damião; Yū Kobayashi ; Kei Chinen - Trainer: Tōru Oniki |